# 장 미셸 쿨롱
장 미셸 쿨롱(Jean-Michel Coulon, 1920년 10월 10일 ~ 2014년 10월 25일)은 프랑스에서 태어난 화가다. 1950-60년대 파리 화단의 주요 경향이였던 에꼴 드 파리  École de Paris 출신으로  니콜라 드 스탈, 세르주 폴리아코프, 앙드리 링스코이, 마리아 헬레나 비에이라 다실바 등과 교류하며 자신만의 작품 세계를 이루었다. 피카소의 친척이자 화가였던 올리비에 드브레와 교류하며 피카소와도 인연이 닿았다. 피카소는 쿨롱이 7세 때 그린 생샤펠 그림을 보고 쿨롱의 재능을 알아보았고 그림을 달라는 요청을 했지만 쿨롱은 거절하였다.  작가가 살아 있는 동안에는 외부와 단절한채 은둔형 창작세계의 삶을 살았고 사후 유가족들에 의해 그의 예술세계가 드러났다.

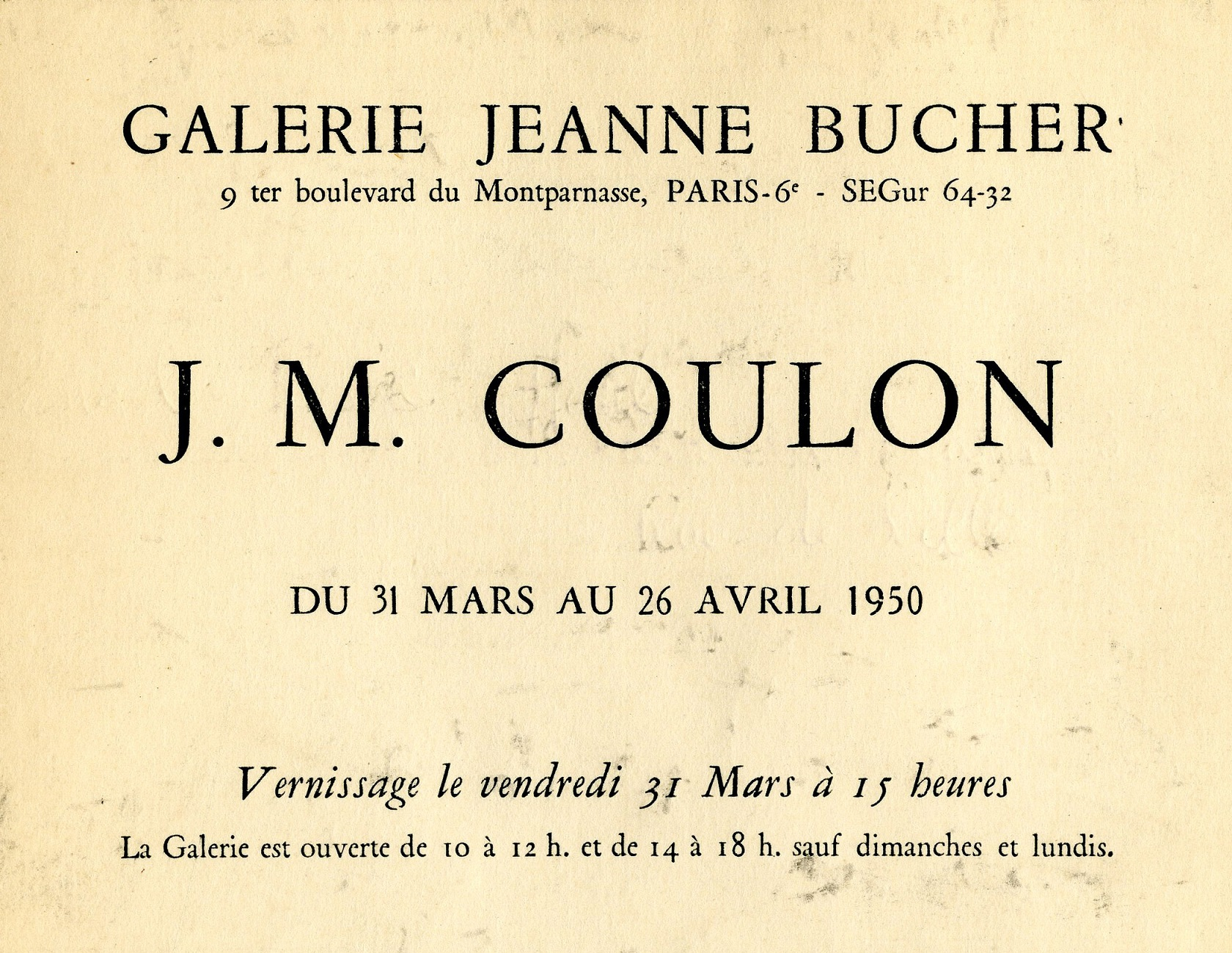
1950년 Jeanne Bucher 갤러리 전시 초대장

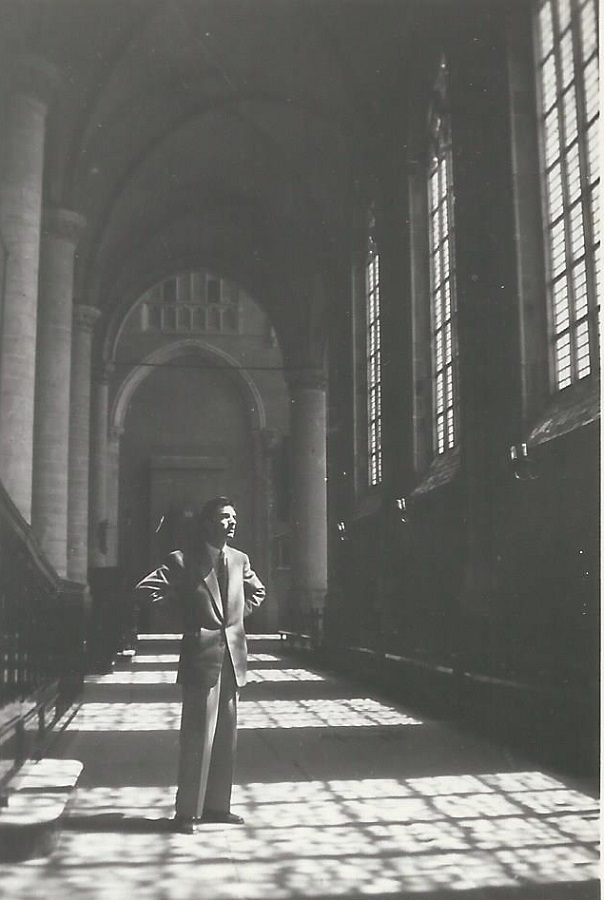
레이덴 성 베드로 교회를 방문한 쿨롱 (1950년)

## 생애
- 1920년 : 10월 10일 보르도에서 태어났다. 조부는 1898년-1912년 동안 정부자문임원이였던 Georges Coulons이며 증조부는 작가, 기자, 정치인이였던 Eugène Pelletan, 극작가였던 Eugène Scribe였다.
- 1930년대 : Janson-de-Sailly 고등학교를 졸업 후 Lycée Henri-IV를 들어갔다. 바칼로레아 (대학입학시험)를 마친 후 친구, 후에 매형이 된 Olivier Debré와 함께 형제 독일, 이탈리아 유럽 대륙, 아프리카 대서양, 지중해 연안 등 많은 여행을 다녔다. 이 시기 베를린과 로마에서 각각 히틀러, 무솔리니 시기를 거치며 파시스즘 사회상을 직접 목격한다.
- 1940년: 장 미셸 쿨롱이 20세가 되던 해 전쟁 발발.
- 1943년 : 1943년, 비시 정권에 의해 강제 노동 서비스가 설립되었고, 그는 파리를 떠나기로 결정하고 허위 신분증을 획득한다. 그는 Olivier Debré를 떠나 Megève로 피난한다. 이 기간 동안 두 친구는 회화에 전념하기로 결정.
- 1944년 : 쿨롱의 형제 장 레미 쿨롱이 독일군에 의해 총살당한다. (이때 장레미의 나이는 19세였다)
- 1945년 : 파리에서 회화 작업에 꾸준히 전념한다.
- 1949년 : 훗날 아내가 된 Caroline Garabedian과 만난다. 카롤린은 당시 파리 음악학교에 유학중인 바이올리니스트였다. 쿨롱은 이 시기 영어를 익혔다.  Jeanne Bucher갤러리에서 열린 그룹전에 참여했으며 이 전시에 함께한 예술가는 다음과 같다. 칸딘스키, 조르주 브라크, 피카소, 파울클레, 장뤼사, 장폴 로렌, 니콜라드스탈, 안드레 란스코이, 마리아 엘레나 비에라 드 실바, 한스 레이첼, 앙드리 바우샹, 알프레드 마느시에, 마르바으젠.
- 1950년대 : Jeanne Bucher갤러리에서 개인전을 연다. 그의 전시 방문자들은 당대 유명인들였다. 그는 뉴욕, Sidney Janis 갤러리에서 그룹전에 참가한다. 또한 이 시기, 암스테르담 데카르트 메종에서 3개월간 프랑스 정부 장학생 자격으로 머물게 된다. 독일의 클래식 화가들을 접하며 독일어를 익힌다.
- 1952년 : 쿨롱의 두번째 남동생이 튀니지 공군 미션중 비행기 사고로 사망한다. (당시 동생의 나이는 25세)
- 1953년 : Caroline Garabedian과 결혼한다.
- 1955년 : 오를레앙 근처의 쿨롱의 집과 아틀리에에 화재가 난다. 다수의 작품이 화재로 소실 되었다.
- 1956년 : 2개월 동안 미국에 머물며 뉴욕의 도시 모습에 매료된다. 이때 뉴욕 여행은 쿨롱의 뉴욕 첫 방문이자, 첫 장기 여행이였다. 이 여행은 그의 예술세계에 많은 영감을 주었다.
- 1957년: 외동딸 탄생
- 1968년: 프랑스가 나토에 합류하였을 때 쿨롱은 브뤼셀로 이동한다. 아내 카롤린은 나토의 미국 미션을 위해 일했다. 1998년까지 머물렀다. 이 기간동안 자동차로 유럽대륙을 횡단하며 가족여행을 다니면서 문화적 예술적 시야를 확장했다. 때로는 쿨롱 혼자 차를 타고 유럽을 여행했으며 인적이 드문 특정지역의 주민들과 밤을 보내기도 하였다.
- 1971년 : 브뤼셀의 Regency에서 Michel Vockaer가 기획한 전시를 성공적으로 치른다. 18개의 작품의 판매되었고 같은 형식으로 3회의 전시가 계획되었다. 그러나 그 중 1회의 전시만 열렸다. 장 미셸 쿨롱은 그 이후의 전시에 대해 준비되어 있지 않았다고 하였다.
- 1999년 : 파리로 돌아와 16구의 아틀리에 근처에 거주한다. 파리로 돌아온 후, 이전의 갤러리들과 다시 교류 하지 않았고 은둔 생활을 이어갔다. 매일 오후 작업실에 나가 창작생활을 이어갔으며 이 시기 그의 작업은 회화에서 꼴라주로  변화가 생겼다. 그의 꼴라주 작업은 그의 1950년-60년대 회화 작품으로부터 출발하였다.
- 2012년 : 그의 건강이 악화되어 병원에서 생활했으며 이후 휠체어에 의지하며 생활했다. 다시 작업실로 돌아가는 것이 불가능하였고, 완성하지 못한 작업들이 남게 된다. 그의 아파트에는 콜라주 작업을 위한 드로잉, 종이, 구상도들이 있었다. 그의 후기 작업들은 따뜻하고 밝은 색조들로 구성되었다.
- 2014년 : 94세의 나이로 10월 25일 사망. 가족들이 안장되어 있는 Saint-Georges-de Didonne에 영면하다.

## 예술 세계
장미셸 쿨롱은 생의 마지막까지도 은둔형 창작생활을 하며 가족은 물론 그 누구에게도 그의 작업실과 작품을 공개하지 않았다.
작가가 세상을 떠난 후, 유가족들은 약 1000여점의 작품을 그의 작업실에서 발견하였다. 다리 기능을 잃은 이후, 그는 몇년 동안 작업생활을 이어갈 수 없었다.  그의 작품세계는 작가가 공개하지도 않았고 작품에 대해 언급한 별도의 기록이 없기 때문에 그의 예술세계에 대한 미술사적인 연구와 논의 거리가 남겨진 상태다.
특히, 다음 이슈들에 대한 미술사적 연구가 필요하다.
- 20세기 예술사, 모던 회화사 흐름에서의 작가의 업적과 작품세계. ( 2차대전 이후 쿨롱과 교류했던 니콜라드 스탈, 마리아 엘레나 비에라 다 실바, 앙드레 란스코이, 올리비에 드브레 등과 함께)
- 70년대 창작 작품들을 중심으로 형태, 색, 물성 등 회화 양식, 기법 등의  변화.
- 1944년-1952년 두 형제의 죽음과 1955년 집과 작품을 잃은 화재사건과 같은 개인사 및 사회적 상황이 작가의 창작 세계에 미친 영향.
- 연구되지 않은 쿨롱 회화의 예술적, 미학적 접근
- 미국과 이태리 여행 기간동안 남긴 편지를 통한 그의 예술세계에 대한 이해. (여행하며 남겼던 편지들은 책으로 출판되었다.)

예술사가 Lydia Harambourg는 2018년에 출간된 쿨롱의 작품 회고 첫 출간물에서 미술사적 연구 의의와 논의점을 제시하였다.

## 전시
작가가 생전에 참여한 전시는 다음과 같다.
- 1949년 : 그룹전.  Jeanne Bucher 갤러리. 파리. 프랑스[1]
- 1950년 :  개인전. Jeanne Bucher 갤러리. 파리. 프랑스[2]
- 1950년 : 그룹전 “미국과 프랑스의 젊은 화가" <Young Painters from the US and France>  참여. 뉴욕 Sidney Janis 갤러리.
- 1951년 : 그룹전   Salon de mai , 프랑스
- 1952년 :  그룹전 " 화가와 조각가들의 포스터" < Posters by Painters and Sculptors>[3] 참여 Museum of Modern Art (MoMA). 뉴욕. 미국
- 1971년 :  개인전. Régence 갤러리. 브뤼셀. 벨기에

작가 사후 기획된 전시는 다음과 같다.
- 2018년 : < Jean-Michel Coulon > Dutko 갤러리. 파리. 프랑스[4]
- 2019년 :  < Jean-Michel Coulon : Une vie pour la peinture > Maison des Arts Châtillon. Chatillon. 프랑스[5]
- 2019년 :  < Jean-Michel Coulon, 70 years of painting> Laurentin Gallery. 브뤼셀. 벨기에[6]
- 2019년 : 그룹전  A Century of Collage, Rosenberg & Co 갤러리, 뉴욕, 미국[7]
- 2020년 : 그룹전 "색-빛" Couleur-Lumière , 갤러리 50, 라까디에르다쥐르, 프랑스
- 2021년 : 그룹전 Summer Show, 갤러리 dutko, 파리, 프랑스
- 2021년 : 그룹전  "전쟁이후 4명의 추상화가" Quatre Peintres Abstraits de l’Après-Guerre, 갤러리 Luz 26, 생장드뤼즈, 프랑스
- 2021년 : 그룹전 "작은 형상들" Petits Formats, 갤러리  50, 라까디에르다쥐르, 프랑스
- 2021년 : 그룹전 "50년대부터 2000년대까지의 꼴라주"  Collages des Années 50 aux Années 2000, 갤러리 Luz 26, 생장드뤼즈, 프랑스
- 2022년 : 개인전, 갤러리 50, 라까디에르다쥐르, 프랑스
- 2023년 : 그룹전 <꼴라주> 갤러리 뤼 26, 생장드뤼, 프랑스
- 2023년 : 그룹전 < La Seconde Ecole de Paris > 갤러리뤼 26, 생장드뤼, 프랑스

- 2023 : 그룹전 <Fine Art la Biennale (FAB) >, 갤러리 프랑수아즈 리비넥, 파리, 프랑스
- 2024 : 개인전 < Jean-Michel Coulon, l'appel de la lumière > 개신교 박물관 Musée du Protestantisme, de la Réforme à la laïcité, 페리에르, 타른, 프랑스

## 작품 갤러리
장 미셸 쿨롱의 <구성> 시리즈

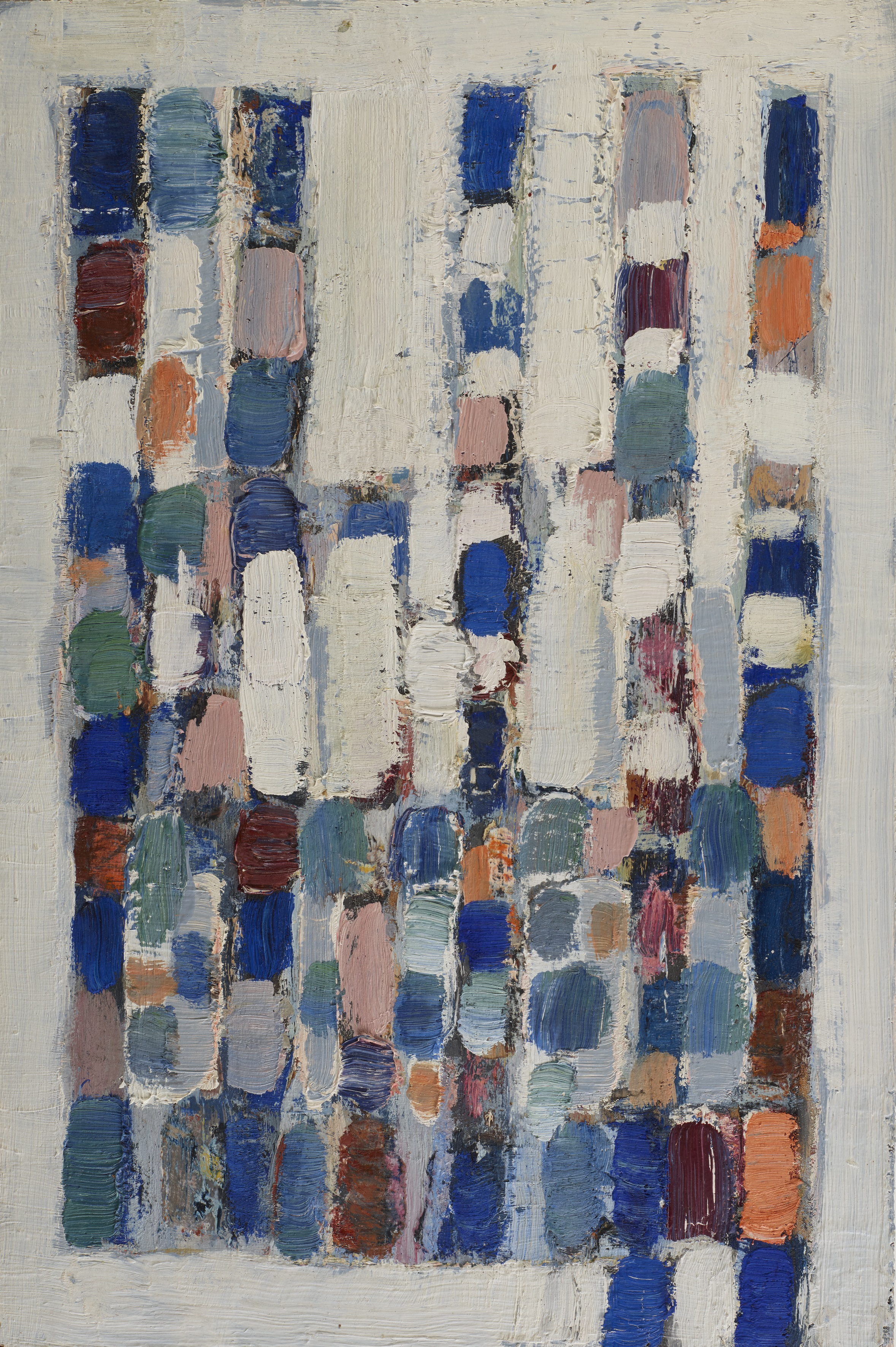
구성 (1960년대)
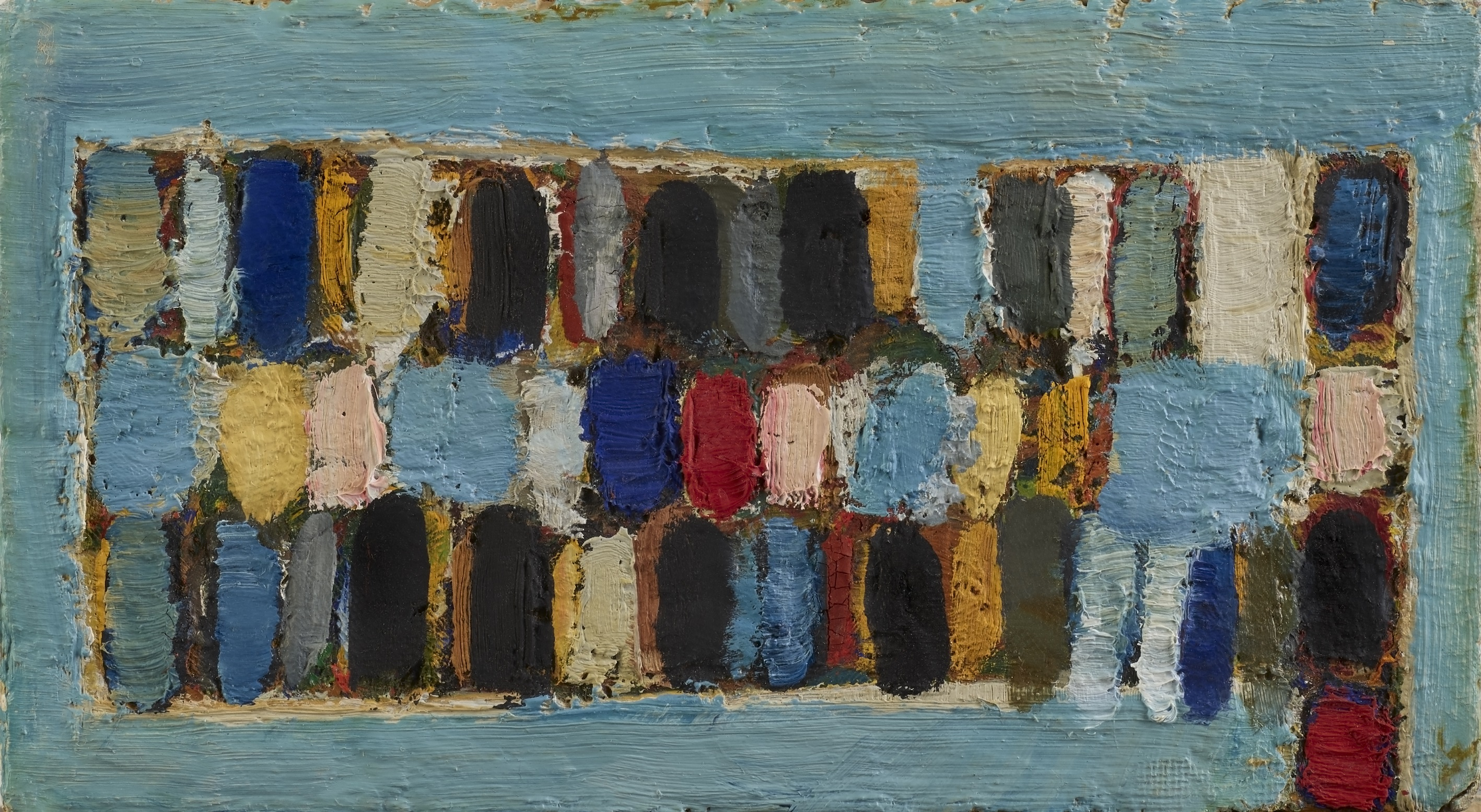
구성 (1970년대_1)
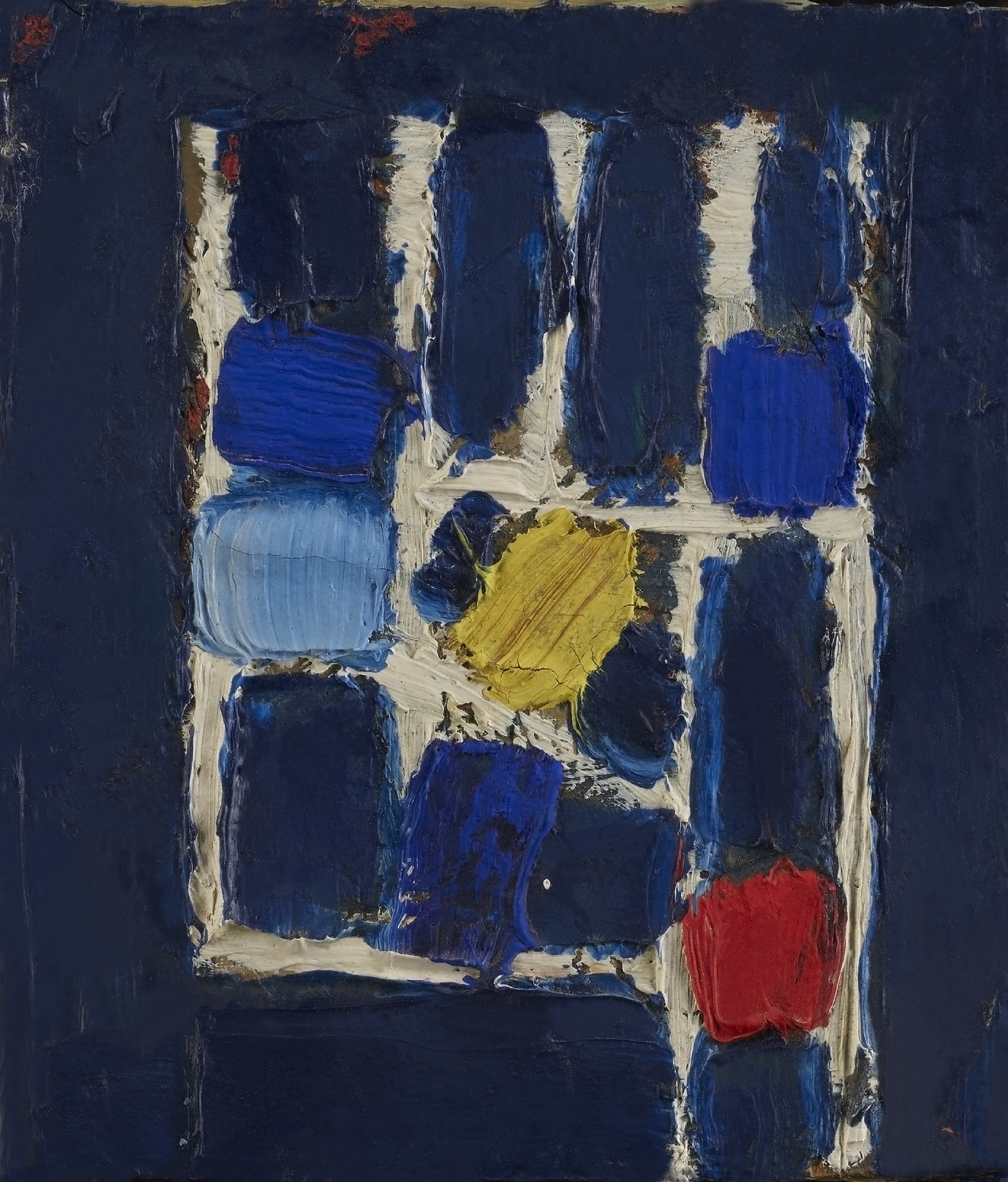
구성 (1970년대_2)
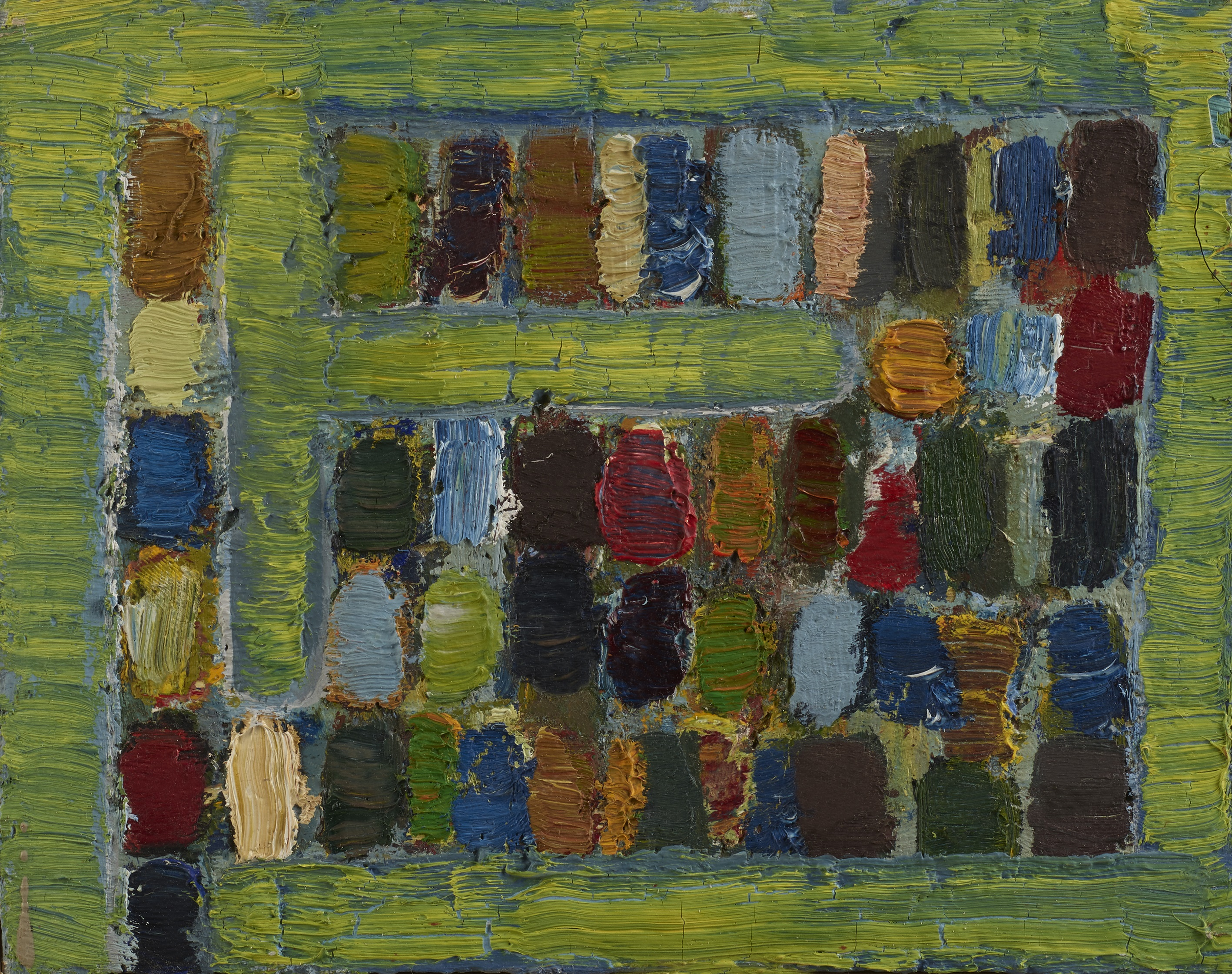
구성 (1970년대_3)
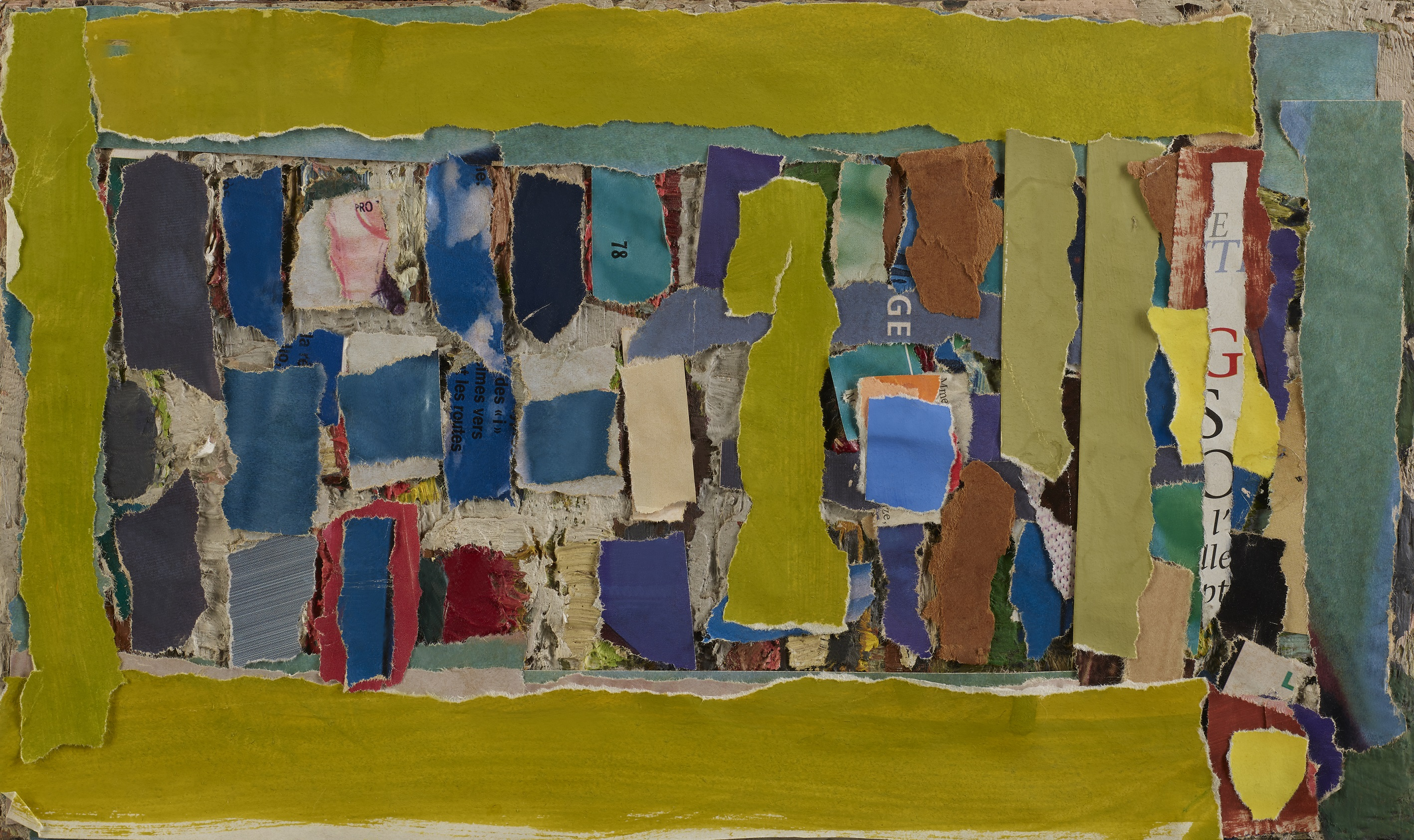
꼴라주 (2000년대)

## 관련 서적
- Lydia Harambourg: Jean-Michel Coulon, (Gourcuff-Gradenigo, 2018)
- Foreword by Annie Cohen-Solal, Lettres d'Amérique, (Gourcuff-Gradenigo, 2019)
- Foreword by Annie Cohen-Solal, Lettres d'Italie, (Gourcuff-Gradenigo, 2019)
- Paul Baquiast: Une dynastie de la bourgeoisie républicaine, les Pelletan (L'Harmattan, 1996)
- Aline Stalla-Bourdillon, Jean-Michel Coulon (1920-2014) 작품 전집,  (Gourcuff Gradenigo, 2022)
- Patrick Cabanel, Patrice de Ginestet, Aline Stalla-Bourdillon, Jean-Michel Coulon, l'appel de la lumière, (Gourcuff Gradenigo, 2024)